# Gueutteville-les-Grès
Gueutteville-les-Grès är en kommun i departementet Seine-Maritime i regionen Normandie i norra Frankrike. Kommunen ligger i kantonen Saint-Valery-en-Caux som tillhör arrondissementet Dieppe. År 2022 hade Gueutteville-les-Grès 364 invånare.

## Befolkningsutveckling
Antalet invånare i kommunen Gueutteville-les-Grès
| Referens: INSEE |